# Warrens, Wisconsin
Warrens là một làng thuộc quận Monroe, tiểu bang Wisconsin, Hoa Kỳ. Năm 2006, dân số của làng này là 286 người.